# Nuit des longs couteaux
Vous lisez un « article de qualité » labellisé en 2012.
Pour les articles homonymes, voir Nuit des Longs Couteaux (homonymie).
Ne doit pas être confondu avec Nuit de Cristal.

Emblème de la SA.

La Nuit des longs couteaux est l'expression généralement utilisée pour faire référence aux assassinats perpétrés par les nazis en Allemagne, au sein de leur propre mouvement, entre le vendredi 29 juin et le lundi 2 juillet 1934, et plus spécifiquement pendant la première nuit, du 29 au 30 juin 1934.
Depuis son accession au pouvoir, Adolf Hitler est confronté à des tensions croissantes qui opposent les milieux conservateurs et la Reichswehr à la Sturmabteilung (SA), dirigée par Ernst Röhm avec qui il a des relations amicales. La violence et la terreur de rue exercées par la SA, essentiellement entre 1926 et 1933, ont été précieuses dans sa conquête du pouvoir et immédiatement après celle-ci, au prix de plusieurs centaines d'assassinats. Mais en 1934 elles deviennent encombrantes pour Hitler qui veut stabiliser son régime et qui a besoin de l'appui des partis conservateurs et de l'armée, notamment dans la perspective de succéder au président Paul von Hindenburg.
Officiellement destinée à contrer une tentative de coup d'État de Röhm, inventée de toutes pièces par Heinrich Himmler, Reinhard Heydrich et Hermann Göring, cette purge permet à Hitler de briser définitivement toute velléité d'indépendance de la SA, débarrassant ainsi le parti nazi de son aile populiste, qui souhaitait que la révolution politique fût suivie par une révolution sociale. Elle frappe aussi des milieux conservateurs, essentiellement la droite catholique.
Après plusieurs mois d'hésitation et de tergiversations, la purge débute par l'irruption de Hitler, pistolet au poing, à l'hôtel Hanselbauer à Bad Wiessee, où se trouvent Röhm et de nombreux responsables de la SA.
Les assassinats sont perpétrés dans toute l'Allemagne, particulièrement à Munich sous la responsabilité de Sepp Dietrich et à Berlin sur les ordres de Göring et Himmler. Ils font au moins deux cents victimes, dont Röhm et l'ancien chancelier Kurt von Schleicher. Commis en dehors de tout cadre légal, ces meurtres sont légitimés par une loi rétroactive du 3 juillet 1934, avec l'accord de tous les membres du gouvernement, au sein duquel les nazis sont pourtant minoritaires.
Cette purge qui fait apparaître Hitler comme le garant de l'ordre et de la discipline est globalement appréciée par les dirigeants et la population allemande : elle assure à Hitler le soutien de la Reichswehr, des milieux conservateurs traditionnels (malgré quelques victimes dans leurs rangs), des grands financiers et industriels hostiles à des réformes sociales de grande ampleur. Créant un climat de terreur vis-à-vis de tous les opposants réels ou potentiels au régime, elle incite les 2,9 millions d'ex-« Chemises brunes » à rentrer dans le rang de l'ordre public du parti nazi. Après le décès de Hindenburg le 2 août 1934, cela permet à Hitler de cumuler les fonctions de chef de l'État, du gouvernement, du parti nazi et de commandant suprême des forces armées.

## Origine de l'expression
L'expression « Nuit des longs couteaux » est largement utilisée dans les historiographies francophone et anglophone pour désigner la purge de 1934, mais elle est quasiment absente chez les auteurs germanophones qui utilisent le plus souvent la locution Röhm-Putsch,,. Otto Strasser parle, lui, de « nuit de la Saint-Barthélemy allemande ».
Si certains auteurs font référence au refrain d'une chanson de marche des SA, l'origine de l'expression n'est pas claire. Elle n'est utilisée qu'à une seule reprise par Adolf Hitler, lors de son discours du 13 juillet 1934 aux membres du Reichstag, pour qualifier la tentative du supposé coup d'État fomenté par Ernst Röhm ; selon Richard J. Evans, l'expression est employée début 1934 par des responsables locaux et régionaux de la Sturmabteilung pour qualifier la création d'un « État SA ». Selon l'historien François Kersaudy, l'expression viendrait des SA eux-mêmes qui évoquaient à la fin de 1933 une « deuxième révolution », en prévision de laquelle « ils aiguisaient leurs longs couteaux ».

## Avant la prise du pouvoir: racines et rôle de la SA

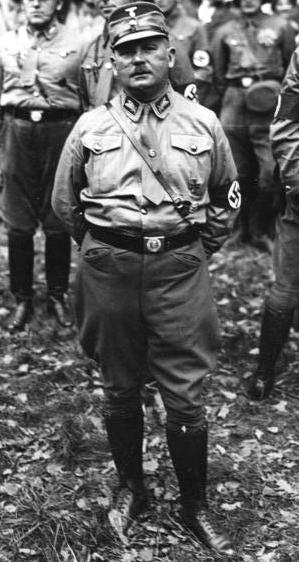
Ernst Röhm en 1934.

Depuis les années 1920, la Sturmabteilung (SA) fonctionne comme une milice autonome que Hitler utilise pour intimider ses rivaux et perturber les réunions des partis politiques ennemis, particulièrement celles des sociaux-démocrates et des communistes.
Sa création est étroitement liée à l'atmosphère chaotique et au climat de violence politique qui entourent la naissance de la république de Weimar : assassinats de Rosa Luxemburg et Karl Liebknecht, le 15 janvier 1919 lors de l'écrasement du soulèvement spartakiste, ainsi que de Walther Rathenau par l'organisation Consul le 24 juin 1922. Ces meurtres surviennent en parallèle au putsch de Kapp, le 13 mars 1920, et à la répression, notamment menée par les Freikorps, des révoltes communistes de 1920 et 1921 dans la Ruhr, en Saxe et à Hambourg. Les agissements des membres de la SA, comme ceux du Stahlhelm, traduisent un climat où la violence tient lieu d'argument politique. De nombreux SA sont d'anciens membres des Freikorps (les « corps francs »), et à ce titre ont réprimé violemment les révolutionnaires communistes, socialistes et anarchistes.
La montée en puissance de la SA est favorisée par la Grande Dépression qui fait perdre à beaucoup d'Allemands toute confiance envers les institutions traditionnelles. La SA parvient notamment à faire adhérer de nombreux ouvriers au nazisme en associant solidarité de classe et ferveur nationaliste.
Les membres de la SA sont connus pour leur agressivité et leur brutalité : en juin 1932, un des mois où la violence politique est à son paroxysme, plus de 400 batailles de rue ensanglantent l'Allemagne, faisant 82 morts et 400 blessés graves. Les confrontations violentes entre la SA et les opposants aux nazis, tout particulièrement la milice du KPD, contribuent à déstabiliser l'expérience démocratique de la république de Weimar. Elles servent de prétexte aux mesures autoritaires prises par le chancelier Franz von Papen dans le courant de la seconde quinzaine du mois de juillet, ce qui est précisément le but de Hitler.
La SA est dirigée par Ernst Röhm, vétéran prestigieux de la Première Guerre mondiale, membre de l'état-major de la Reichswehr en Bavière. Nazi de la première heure, il participe au putsch de la Brasserie, au cours duquel il menace d'exécuter douze hommes pour chaque victime que compteraient les membres de la SA,. Après l'échec du putsch, il se réfugie en Bolivie ; à la demande de Hitler, il revient en Allemagne en 1930 et reprend le commandement de la SA. Il souhaite que celle-ci soit indépendante du parti nazi et puisse jouer son propre rôle politique ; comme beaucoup de SA, Röhm prend au sérieux la promesse de révolution sociale du NSDAP. Pour eux, l'accession au pouvoir des nazis doit être suivie par des mesures économiques et sociales radicales.

## Après la prise du pouvoir: la SA, génératrice de conflits

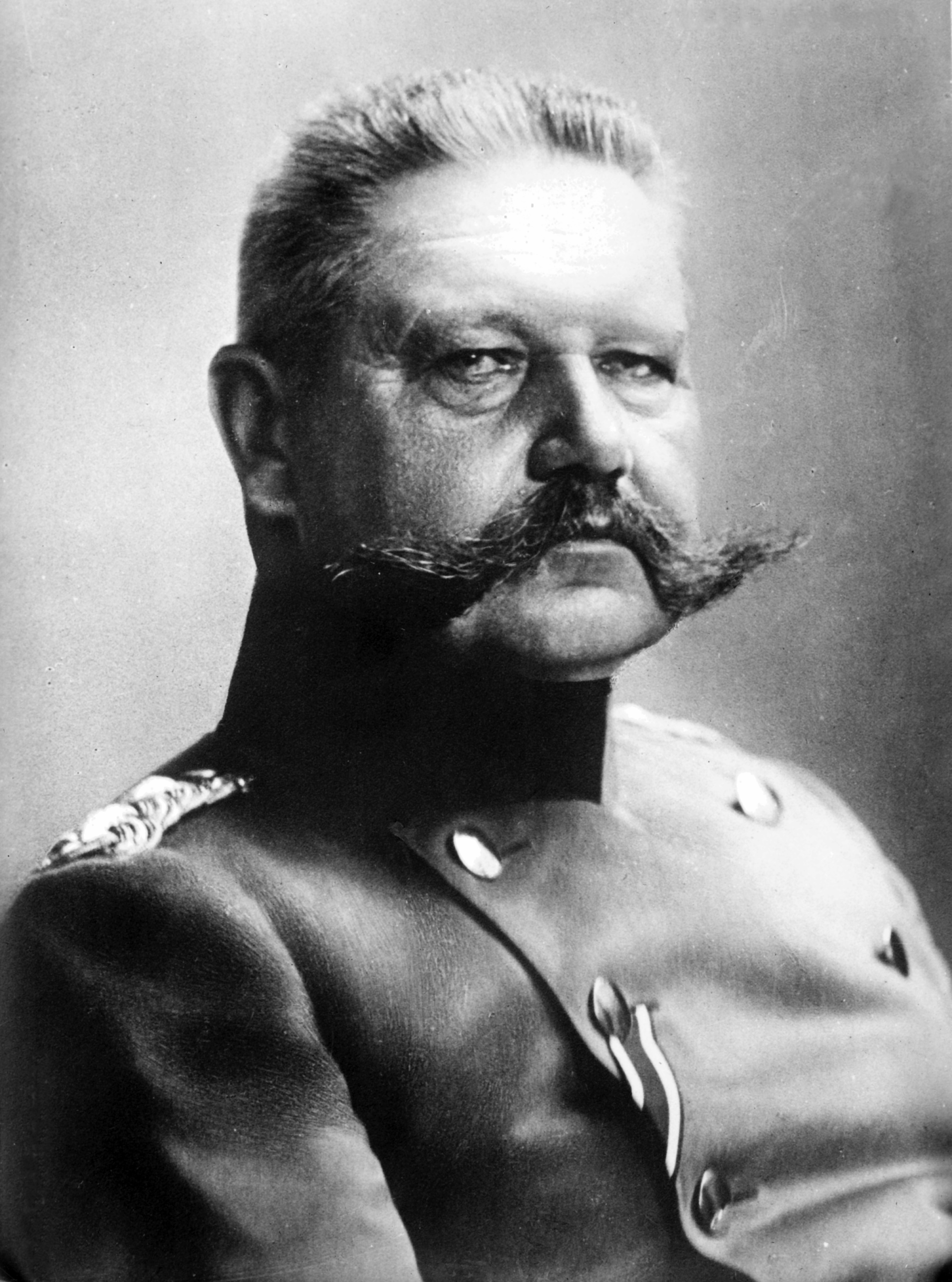
Paul von Hindenburg.

Le 30 janvier 1933, le président Hindenburg nomme Adolf Hitler chancelier ; à deux exceptions près, tous les postes ministériels de son gouvernement sont détenus par des conservateurs, avec à leur tête, le vice-chancelier Franz von Papen. Dès le 14 juillet 1933, le parti nazi devient le seul parti politique autorisé. Cependant, en dépit de la consolidation rapide de son autorité politique, Hitler ne dispose pas encore d'un pouvoir absolu. Il n'a notamment pas autorité sur la Reichswehr qui dépend de Hindenburg, président et commandant en chef des armées. Si de nombreux officiers sont séduits par les promesses de Hitler de doter l'Allemagne d'une armée plus importante, malgré les limitations imposées par le traité de Versailles, de réinstaurer la conscription et de mener une politique étrangère plus agressive, l'armée garde une réelle indépendance.
La nomination de Hitler comme chancelier ne met pas fin aux exactions de la Sturmabteilung. Ses membres, imprégnés d'une culture de la violence, continuent à pourchasser les opposants réels ou supposés. Sous l'emprise de la boisson, ils écument les rues allemandes, battant des passants et s'en prenant aux policiers chargés de mettre le holà. À Berlin, la SA ouvre une cinquantaine de « microcamps de concentration », installés dans des caves ou des dépôts, où leurs victimes sont battues à mort, torturées ou égorgées. Les plaintes concernant le comportement des SA deviennent fréquentes à l'été 1933. Le premier chef de la Gestapo, Rudolf Diels, déclare après la guerre, à propos des prisons berlinoises de la SA : « Les interrogatoires avaient commencé et fini par un passage à tabac. À quelques heures d'intervalle, une douzaine de gars avait frappé leurs victimes avec des barres de fer, des matraques en caoutchouc et des fouets. Dents brisées et os cassés témoignaient des tortures. À notre entrée, ces squelettes vivants couverts de plaies suppurantes étaient allongés les uns à côté des autres sur leur paillasse putréfiée ». Le ministère des Affaires étrangères se plaint des agressions des SA envers les diplomates étrangers. Un tel comportement dérange les classes moyennes, les éléments conservateurs traditionnels et l'armée. Il suscite aussi des protestations des milieux de l'industrie, du commerce, des administrations locales et de l'Église protestante. Le ministre de l'Intérieur, Wilhelm Frick, estime que « les actes répréhensibles commis par des membres de la SA devront faire l'objet de poursuites énergiques ».
Le soutien des responsables militaires est crucial pour permettre à Hitler de mener à bien ses projets expansionnistes, comme la conquête d'un Lebensraum (« espace vital ») à l'Est, déjà annoncée dans Mein Kampf, ou l'annexion de l'Autriche. Il est aussi fondamental dans la perspective de la succession de Paul von Hindenburg, âgé et de santé fragile. Le 6 juillet 1933, lors d'une réunion à la chancellerie avec les gouverneurs du Reich, Hitler proclame à la fois le succès et la fin de la révolution nationale-socialiste. Selon lui, comme le parti nazi a saisi les rênes du pouvoir, le temps est venu de le consolider : « La révolution ne saurait être un état permanent. Il faut diriger le torrent de la révolution dans le lit tranquille de l'évolution. […] Il faut surtout maintenir l'ordre dans l'appareil économique […] car l'économie est un organisme vivant que l'on ne peut transformer d'un seul coup ». Il précise sa pensée lors d'un discours à Leipzig, dix jours plus tard : « Les révolutions ayant réussi au départ sont beaucoup plus nombreuses que les révolutions, qui, une fois réussies, ont pu être contenues et stoppées au moment opportun ».
Les propos de Hitler et la prudence du régime en matière de réformes sociales et économiques déçoivent la majorité des SA qui attendent une révolution économique aussi bien que politique. « À l'origine, les nationaux-socialistes ont été un parti radicalement anticapitaliste, et cet aspect du programme national-socialiste n'était pas seulement pris au sérieux par de nombreux loyaux membres du parti, mais il était d'une importance croissante dans une période de dépression économique. La manière dont Hitler prend en compte le caractère socialiste du national-socialisme reste l'une des principales sources de désaccord et de division au sein du parti nazi jusqu'à l'été 1934 ». Hitler manifeste donc son intention de limiter peu à peu le pouvoir de la SA, dont le nombre de membres a rapidement augmenté depuis le début des années 1930. À son instigation, Hermann Göring, alors ministre de l'Intérieur pour la Prusse, ôte à la SA son rôle de police auxiliaire en Prusse dans le courant de l'été 1933, puis fait fermer les camps de concentration « sauvages » et transfère le contrôle du camp de concentration de Dachau à la SS en octobre.
L'attitude de Hitler n'empêche pas Ernst Röhm d'appeler à une poursuite de la révolution allemande et d'exiger que les autres responsables nazis lancent des réformes sociales radicales. En juin 1933, il déclare dans un discours : « Le moment est venu pour la révolution nationale de venir à son terme et de devenir une révolution nationale-socialiste. […] Il y a encore des hommes occupant aujourd'hui des positions officielles qui n'ont pas la moindre idée de l'esprit de la révolution. Nous nous débarrasserons d'eux sans pitié s'ils osent mettre en pratique leurs idées réactionnaires ». Il n'est pas le seul à vouloir « poursuivre la révolution » : le 9 mai 1933, le président de Haute-Silésie attaque vivement les gros industriels « dont la vie est une perpétuelle provocation » ; à Berlin, un représentant de la Fédération ouvrière nazie déclare que « le capitalisme s'arroge le droit exclusif de pouvoir donner du travail à des conditions qu'il fixe lui-même. Cette domination est immorale et il faut la briser » ; en juillet 1933, Wilhelm Kube, chef de groupe nazi au parlement de Prusse, affirme que « le gouvernement national-socialiste doit obliger les grands propriétaires fonciers à morceler leurs terres et à en mettre la plus grande partie à la disposition des paysans ». La mise à l'écart de Gregor Strasser en 1932 n'a donc pas mis fin à la « tendance sociale » au sein du parti nazi.

## Conflit entre l'armée et la SA

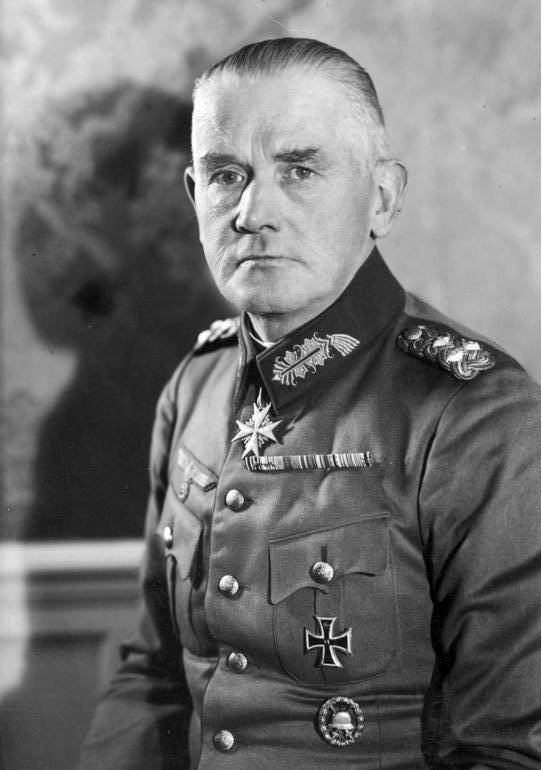
Le général von Blomberg en 1934.

Si sa nomination en décembre 1933 comme ministre sans portefeuille, en même temps que Rudolf Hess, constitue une promotion, elle ne tempère pas les ardeurs de Röhm : il ne se contente plus de diriger la SA et insiste auprès de Hitler pour qu'il le nomme ministre de la Défense, position détenue par le général Werner von Blomberg, proche des nazis. Surnommé le « lion en caoutchouc » par certains de ses détracteurs[source insuffisante], Blomberg n'est pas membre du parti nazi, mais il représente un pont entre l'armée et celui-ci.

« La raison pour laquelle la révolution n'a pas touché la Reichswehr doit être uniquement recherchée dans le fait que nous étions apolitiques. […] Maintenant, c'en est fini de cette attitude apolitique et il ne reste plus qu'une chose : servir le mouvement national avec un total dévouement. »

— Discours de Blomberg lors d'une réunion d'officiers, le 1er juin 1933.
Provenant essentiellement de la noblesse prussienne, Blomberg et de nombreux officiers considèrent la SA comme une foule plébéienne qui met en danger la position de l'armée comme dépositaire unique de la puissance militaire allemande.

« Je suis intimement convaincu qu'un conflit sanglant est inévitable et peut être nécessaire entre l'armée allemande et la SA ! Ce qui ne pourra être imposé à cette dernière par la seule persuasion devra l'être sans doute par la force. »

— Déclaration d'un officier allemand à l'attaché militaire de l'ambassade de France à Berlin.
Si l'armée régulière montre du mépris pour les membres de la SA, beaucoup de chemises brunes considèrent que l'armée est insuffisamment engagée dans la révolution nationale-socialiste. Un chef SA de Rummelsburg déclare lors d'une réunion : « Certains des dirigeants de l'armée sont des porcs. La plupart des officiers sont trop vieux et doivent être remplacés par de plus jeunes. Nous voulons attendre jusqu'à ce que « papa » Hindenburg soit mort, et alors la SA marchera contre l'armée ».
Malgré ces conflits, Blomberg et d'autres responsables militaires voient en la SA un vivier de recrues pour une armée agrandie et revitalisée. Pour Röhm, par contre, c'est la SA qui doit devenir le noyau de la nouvelle armée du Reich. Les effectifs de la Reichswehr étant limités à cent mille hommes par le traité de Versailles, les chefs de l'armée observent avec inquiétude la progression du nombre de membres de la SA, qui atteint 4,5 millions d'hommes en juin 1934,. En janvier 1934, Röhm adresse à Blomberg un mémoire selon lequel la défense nationale doit être assurée par la SA, le rôle de la Reichswehr se limitant à l'instruction militaire.
Face à cette exigence, Hitler rencontre Blomberg, les responsables de la SA et ceux de la SS, le 28 février 1934. Sous la pression de Hitler, Röhm signe à contrecœur un pacte confirmant que la Reichswehr est bien la seule organisation armée officielle du Troisième Reich et n'accordant à la SA que le monopole de la formation pré et postmilitaire.
Après le départ de Hitler, des dirigeants de l'armée et de la SS, Röhm donne libre cours à sa colère, déclarant notamment que « Ce que dit le prétendu Führer ne compte pas pour nous. […] Hitler est un traître, il faut qu'on lui fasse prendre des vacances, [et] si les choses ne peuvent se faire avec Hitler, qu'à cela ne tienne, nous les ferons sans lui ». Il confirme ainsi ses déclarations faites sans aucune discrétion, au cours de plusieurs déjeuners lors de ses séjours à Berlin.

« Adolf est ignoble, il nous trahit tous. Il ne fréquente plus que des réactionnaires et prend pour confidents ces généraux de Prusse-Orientale ! Adolf a été à mon école. C'est de moi qu'il tient tout ce qu'il sait des questions militaires. Mais Adolf est et reste un civil, un barbouilleur, un rêveur. »

— Ernst Röhm.
Les propos séditieux tenus par Röhm le 28 février 1934 sont rapportés à Rudolf Hess par le SA-Obergruppenführer, Viktor Lutze. Hess fait à son tour un rapport à Hitler dont le seul commentaire est qu'il faut laisser mûrir l'affaire,. Lutze dénonce ensuite l'attitude de Röhm au général Walter von Reichenau, qui entretient des contacts étroits avec Reinhard Heydrich. Ce dernier convainc son supérieur, Heinrich Himmler, qu'une action contre la SA est inévitable.

## Cristallisation du conflit

### Exigences de la SA

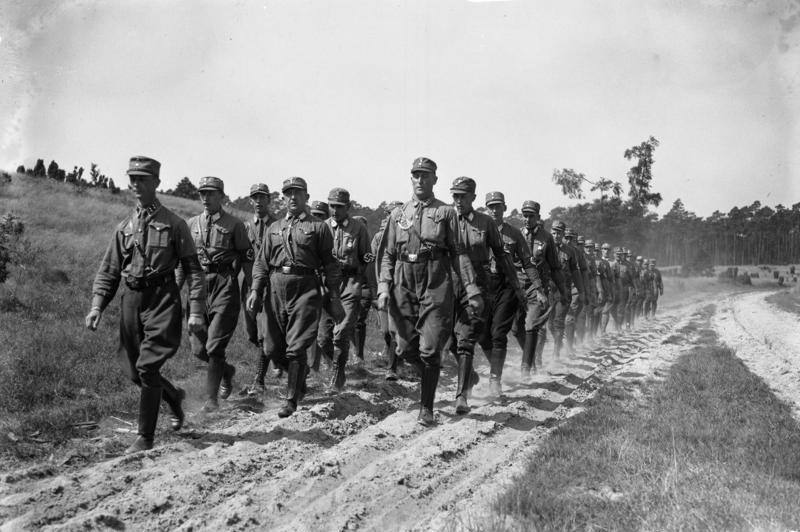
Membres de la SA à l'entraînement en 1932.

En dépit de son accord avec Hitler, Röhm s'accroche toujours à sa vision d'une nouvelle armée allemande avec la Sturmabteilung comme noyau. Au printemps 1934, cette vision s'oppose directement aux projets de Hitler, qui entend consolider et augmenter la puissance de la Reichswehr.
Parmi les vétérans du mouvement nazi, les Altkämpfer, seul Röhm continue à faire preuve d'indépendance et ose s'opposer à Hitler. Son mépris pour la bureaucratie du parti irrite Hess et la violence des membres de la SA en Prusse préoccupe gravement Göring qui dirige la région. De plus, les prises de position publiques de Röhm deviennent de plus en plus menaçantes.

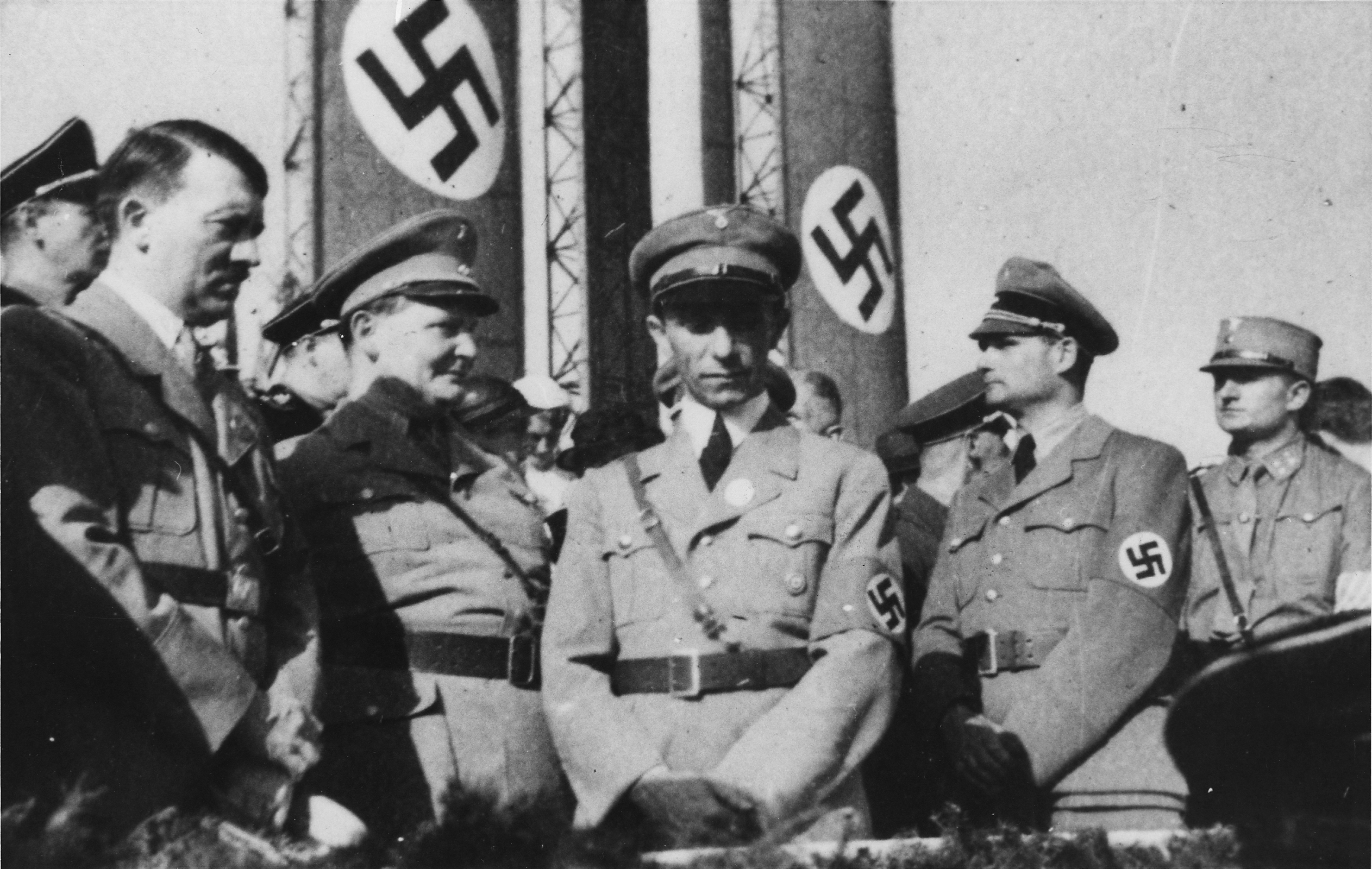
Les architectes de la purge (de gauche à droite) : Hitler, Göring, Goebbels et Hess.
Seuls Himmler et Heydrich n'apparaissent pas.

Face à cette situation, Hermann Göring, ministre-président de Prusse et président du Reichstag, noue une alliance d'opportunité avec son rival pour le contrôle de la Gestapo, le Reichsführer-SS Heinrich Himmler, qui associe au projet son adjoint le plus proche, Reinhard Heydrich, dirigeant du Sicherheitsdienst ; Göring prend également contact avec le ministre de la Défense Blomberg : ensemble, ces hommes veulent persuader Hitler qu'il est indispensable de se débarrasser de Röhm.
Le 18 avril 1934, Röhm déclare à des représentants de la presse étrangère que « la révolution que nous avons faite n'est pas une révolution nationaliste, mais une révolution nationale-socialiste. Nous tenons même à souligner ce dernier mot : socialiste ». Il poursuit : « le combat de ces longues années jusqu'à la révolution allemande, l'étape du parcours que nous franchissons en ce moment nous a enseigné la vigilance. Une longue expérience et souvent une expérience fort amère, nous a appris à reconnaître les ennemis déclarés et les ennemis secrets de la nouvelle Allemagne sous tous les masques » puis s'écrie « Réactionnaires, conformistes, bourgeois… Nous avons envie de vomir lorsque nous pensons à eux ». Fin mai, son adjoint direct, Edmund Heines, se prononce dans le même sens : « Nous avons assumé le devoir de rester révolutionnaires. Nous ne sommes qu'au commencement. Nous ne nous reposerons que lorsque la révolution allemande sera achevée ».
Afin d'apaiser les tensions, Hitler interdit fin mai à la SA d'effectuer des exercices militaires, puis, début juin, ordonne à la SA de prendre un mois de congé. Si Röhm accepte cette démobilisation temporaire, il demeure menaçant.

« Afin de tordre le cou dès à présent à toutes les fausses interprétations qui pourraient en résulter, le chef d'état-major précise qu'après avoir recouvré la santé, il reprendra ses fonctions avec toutes leurs attributions. Si les ennemis de la SA se bercent de l'espoir que la SA ne réintégrerait pas ses fonctions après sa permission, ou ne le ferait que partiellement, nous voulons bien les laisser profiter brièvement de ce plaisir. Ils recevront, au moment venu et sous la forme qui paraîtra nécessaire, la réponse appropriée. La SA est et reste le destin de l'Allemagne. »

— Ernst Röhm, juin 1934.
Comme en écho, lors d'un discours à la radio le 25 juin, Rudolf Hess adopte un ton menaçant : « Malheur à qui rompt son serment en croyant servir la révolution par la rébellion ».

### Ultimatum de von Papen

Papen, au procès de Nuremberg (1946).

Le début de désamorçage de la crise n'arrange pas les milieux conservateurs qui craignent qu'aucune action ne soit entreprise contre la SA.
Le 17 juin 1934, le vice-chancelier Franz von Papen, proche de Hindenburg, fait monter les enchères en prononçant à l'université de Marbourg un discours « téméraire et provoquant » : il mentionne expressément la menace d'une « seconde révolution » et stigmatise « tout ce qui se dissimule d'égoïsme, de prétention sous le manteau de la révolution allemande […] la confusion entre brutalité et virilité […] les méthodes terroristes dans le domaine de la justice ». Il dénonce également un « culte de la personnalité mensonger » et poursuit : « ce n'est pas la propagande qui fait les grands hommes, ce sont leurs actions. Aucune nation ne peut vivre dans un état de révolution continue. […] L'Allemagne ne saurait vivre dans un état de troubles perpétuels, dont nul ne voit la fin ». Accueilli par un tonnerre d'applaudissements, ce discours, rédigé par un jeune avocat, Edgar Julius Jung, jette « une bombe sur la place publique ». Le ministre de la Propagande Joseph Goebbels essaie immédiatement de faire interdire sa reproduction dans la presse, sans pouvoir empêcher la publication d'extraits dans le Frankfurter Zeitung. En privé, von Papen, aristocrate catholique lié à l'armée et à l'industrie, menace de démissionner si Hitler n'agit pas. Si une démission de von Papen ne constituait pas une réelle menace pour la position de Hitler, elle aurait rendu publique la division entre les conservateurs et le parti nazi.
En réponse à la pression conservatrice pour juguler Röhm, Hitler se rend à Neudeck pour rencontrer Hindenburg. Blomberg, qui avait déjà rencontré le président, fustige Hitler pour ne pas s'être opposé plus tôt à Röhm. Il affirme à Hitler que Hindenburg est disposé à décréter la loi martiale et à confier le gouvernement à la Reichswehr si Hitler ne prend pas des mesures immédiates contre Röhm et ses chemises brunes.

### Attentisme de Hitler

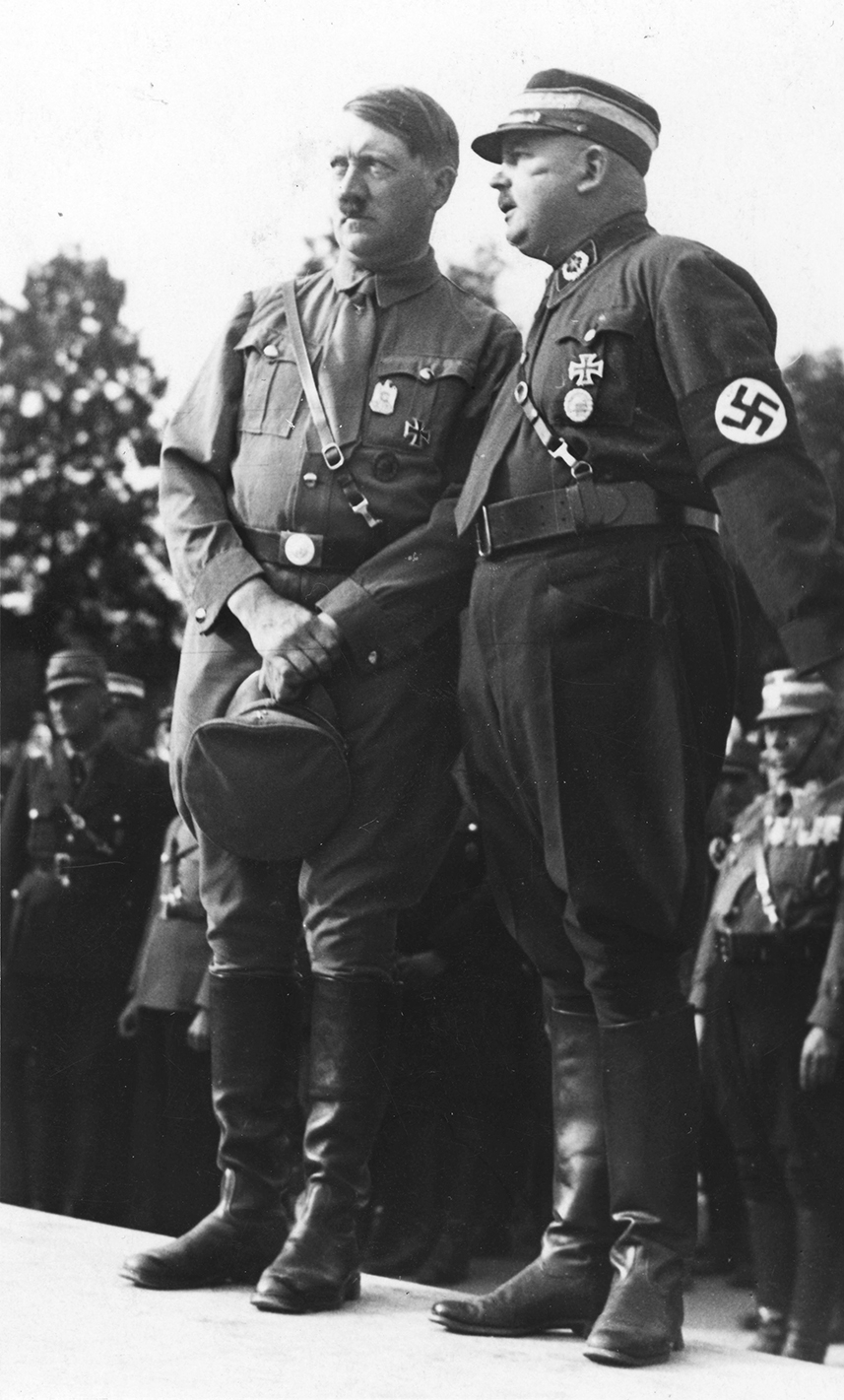
Hitler et Röhm en 1933.

Hitler avait déjà pris des mesures pour limiter le rôle de la SA : le 20 avril 1934, sur son ordre, Göring confie le commandement de la police politique allemande à Himmler, qu'il pense capable de contrer Röhm. Mais Hitler hésite toujours à s'opposer frontalement à Röhm, le seul compagnon qu'il tutoie et auquel il est lié par une longue amitié, comme en témoigne la lettre qu'il lui adresse le 31 décembre 1933 : « Lorsque je t'ai appelé à ton poste actuel, mon cher chef d'état-major, la SA traversait une crise sérieuse. C'est en tout premier lieu à tes services que cet instrument politique doit d'être devenu en quelques années la puissance qui m'a permis de livrer l'ultime combat pour le pouvoir. […] Je me dois de te remercier mon cher Ernst Röhm, pour les inestimables services que tu as rendus au national-socialisme et au peuple allemand. Sache que je rends grâce à la Destinée de pouvoir donner à un homme tel que toi le nom d'ami et de frère d'armes ».
De plus, Röhm contrôle toujours la SA, forte de deux millions de membres, soit vingt fois plus que les effectifs de l'armée. La menace d'une proclamation de la loi martiale par Hindenburg, seule personne en Allemagne ayant assez d'autorité pour déposer le régime nazi, met Hitler sous pression et limite la possibilité de trouver un compromis. Cependant, Hitler hésite encore malgré les plaintes de plus en plus nombreuses concernant « l'arrogance brutale et les violences perturbatrices des SA ivres de pouvoir [qui] offensaient profondément le sens de l'ordre public et de la moralité qu'avaient les Allemands de la classe moyenne ».
Lors d'un entretien avec le journaliste américain Louis P. Lochner, évoquant son entourage et la personnalité de Röhm, Hitler déclare :
« Il est vrai que je ne suis pas entouré de zéros, mais de vrais hommes. Les zéros sont ronds, ils roulent au loin quand les choses vont mal. Les hommes que j'ai autour de moi ont des angles et ils sont droits. Ce sont tous des personnalités, ils sont tous pleins d'ambition… Mais jamais aucun homme de mon entourage n'a essayé de m'imposer sa volonté. Au contraire, ils se conforment entièrement à mes vœux ».

### Fin des doutes et préparation de la purge

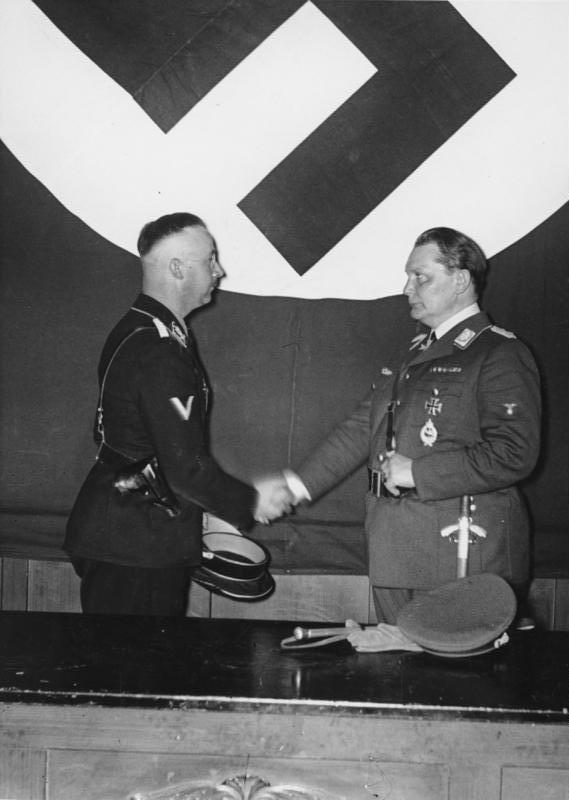
Himmler et Göring en 1934.

Après le discours de Marbourg et l'entrevue avec Hindenburg et Blomberg à Neudeck, Hitler met fin à ses tergiversations et prend la décision de détruire le pouvoir de Röhm, mais aussi de frapper les milieux conservateurs. Himmler et Göring accueillent cette nouvelle attitude avec satisfaction, espérant pour le premier débarrasser la SS de la tutelle de la SA et assurer son indépendance, et pour le second, la mise à l'écart d'un rival pour le commandement de l'armée.
Depuis avril 1934, les renseignements recueillis par le Forschungsamt (le service d'écoute téléphonique de Göring), qui épie les conversations des dirigeants de la SA, par la Gestapo et par le Sicherheitsdienst (SD), mêlant des propos réels et des inventions complètes, sont transmis à Hitler afin de le convaincre d'agir. En vue du déclenchement de la purge, Göring, Himmler et Heydrich fabriquent un dossier de fausses preuves prétendant que Röhm s'est allié avec Schleicher et Strasser, qu'il est soutenu par la France, allant même jusqu'à dresser une liste imaginaire d'un gouvernement provisoire, où figure notamment le prince August-Wilhelm Hohenzollern. Ce dossier est révélé aux principaux dirigeants du régime le 24 juin et Himmler, selon le témoignage de Wilhelm Frick au procès de Nuremberg, réussit à convaincre Hitler de la réalité du projet de putsch et de la nécessité de l'étouffer.
Tout en préparant l'épuration de la SA et en dressant la liste de ses responsables à éliminer, sous l'impulsion de Heydrich, le SD, la SS et la Gestapo élargissent la liste des futures victimes sans lien avec la SA. Les listes circulent entre la Gestapo et les services de Göring, qui en retirent Rudolf Diels. L'un des rédacteurs de ces listes de proscription tient les propos suivants : « Vous savez ce que c'est d'être ivre de sang ? J'ai l'impression d'avoir le droit de patauger dans le sang ». D'après Karl von Eberstein, proche de Heydrich, la liste des victimes envoyée de Berlin au SD de Dresde est signée par Heydrich[réf. nécessaire].
Le 27 juin, Hitler obtient la coopération de l'armée : Blomberg et le général Walter von Reichenau, l'intermédiaire entre l'armée et le parti, font expulser Röhm de la Ligue des officiers allemands et placent l'armée en état d'alerte. Le même jour, Sepp Dietrich se fait délivrer par Reichenau des armes et des moyens de transport à destination de l'Allemagne du Sud, pour 700 hommes de la « Leibstandarte » en vue « d'une mission très importante confiée à ses soins par le Führer ».
Les généraux Ewald von Kleist et Gotthard Heinrici, qui ont mené leur propre enquête sur la réalité du projet de coup d'État et qui sont convaincus de l'inexistence de celui-ci, prennent contact avec le général von Fritsch, récemment promu au haut-commandement de l'armée de terre. Lors d'une entrevue avec Reichenau, Fritsch et Kleist reçoivent comme toute réponse : « C'est bien possible, mais de toute façon, il est trop tard ».
Le 28 juin, Hitler et Göring se rendent au mariage du gauleiter Josef Terboven, à Essen en Westphalie, pour des raisons qui restent controversées. Hitler y retrouve notamment Viktor Lutze, qui a le sentiment « que certaines gens avaient intérêt à profiter de l'absence de Hitler pour accélérer le train de l'affaire et parvenir à une conclusion rapide ». Hitler quitte la noce assez tôt et rejoint son hôtel d'où il s'entretient par téléphone avec l'adjudant-major de Röhm à Bad Wiessee et demande aux dirigeants de la SA de venir le rencontrer le 30 juin. Il est décidé à passer à l'action, et renvoie Göring à Berlin pour y coordonner la purge en Prusse et dans d'autres régions.
Le 29 juin, en début d'après-midi, Hitler arrive à l'hôtel Dreesen sur le bord du Rhin à Bad Godesberg, non loin de Bonn, officiellement dans le cadre de ses visites d'inspection aux camps du service allemand du travail. Ce même jour, il est assuré du soutien total de l'armée : fait sans précédent, le Völkischer Beobachter publie un article signé par Blomberg dans lequel celui-ci écrit notamment que « l'armée est derrière Adolf Hitler […] qui est toujours l'un d'entre nous ».

## Passage à l'acte

### Purge de la SA et assassinat de Röhm

#### Déclenchement de l'opération

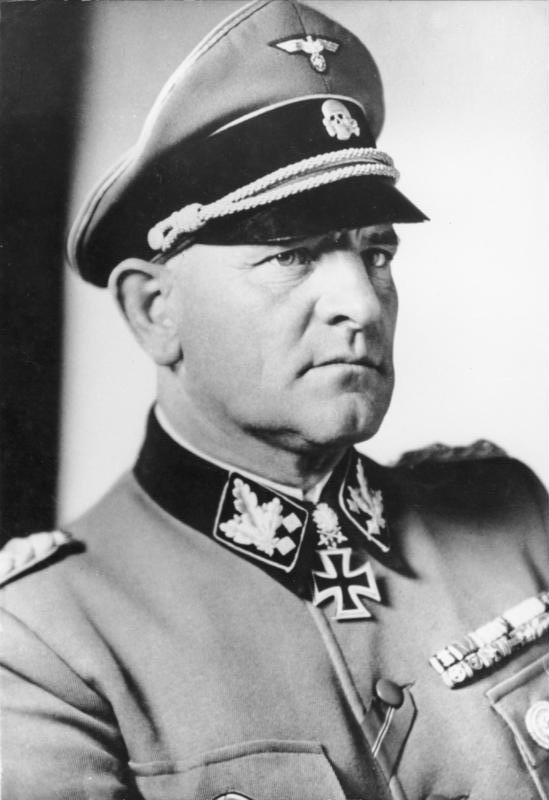
Sepp Dietrich (en 1943).

Le vendredi 29 juin, Göring met en alerte la « Leibstandarte SS Adolf Hitler » et la Landspolizeigruppe « General Göring », troupe de police lourdement armée ; il donne également des instructions de mobilisation des commandos de tueurs à Reinhard Heydrich et Heinrich Müller ; Sepp Dietrich et ses hommes s'envolent pour Munich. À son arrivée dans la capitale bavaroise, vers minuit, Dietrich téléphone à Hitler qui lui donne l'instruction de marcher sur Bad Wiessee. Peu de temps après, c'est Himmler qui appelle Hitler de Berlin, pour lui annoncer que le putsch de la SA doit se déclencher à 16 h, sous le commandement du SA-Gruppenführer Karl Ernst. Goebbels, qui est aux côtés de Hitler et qui sait que Karl Ernst, loin de préparer un putsch, est prêt à s'embarquer pour Tenerife et Madère en voyage de noces, ne dément pas l'information. Le 30 juin 1934, à deux heures du matin, Hitler et son entourage prennent l'avion pour Munich. De l’aéroport de Munich, ils se rendent au ministère de l'Intérieur de Bavière, où sont rassemblés les responsables d'une émeute de la SA qui a eu lieu dans des rues de la ville la nuit précédente. L'incident a manifestement été amplifié et exploité : si des slogans hostiles au Führer et à la Reichswehr ont effectivement été lancés, des officiers de la SA ont exhorté leurs hommes à retrouver leur calme : « Rentrez tranquillement chez vous et attendez la décision du Führer. Quoi qu'il arrive, qu'Adolf Hitler nous congédie, qu'il nous autorise à porter cet uniforme ou qu'il nous l'interdise, nous restons avec lui, derrière lui ». « Dans un état de colère indescriptible », Hitler arrache les épaulettes de SA-Obergruppenführer de la vareuse de Schneidhuber, chef de la police de Munich, le menace d'être exécuté et le fait immédiatement incarcérer à la prison de Stadelheim à Munich. Pendant que les chemises brunes sont transférées en prison, Hitler rassemble un groupe de membres de la SS et de l'Ordnungspolizei puis se dirige vers l'hôtel Hanselbauer à Bad Wiessee, où se trouvent Ernst Röhm et ses hommes.

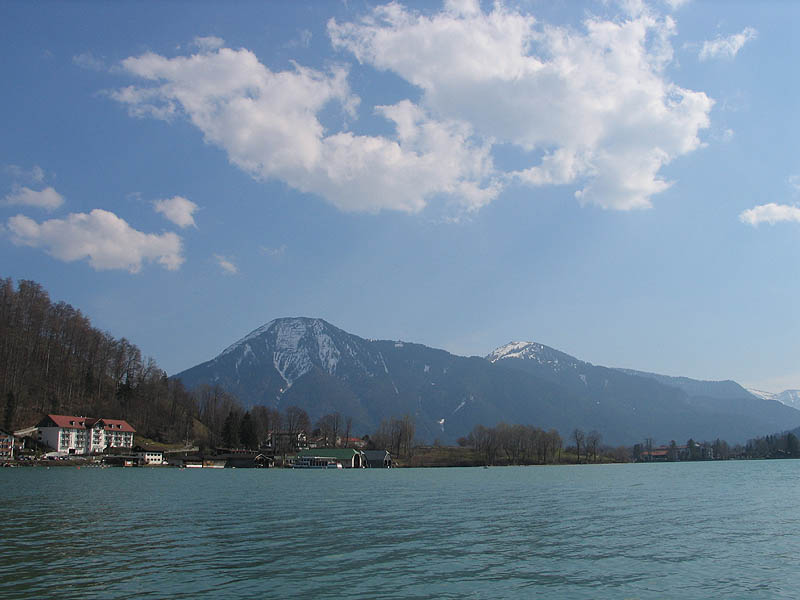
Le lac Tegern qui borde Bad Wiessee.

Sans attendre les troupes de Dietrich, le samedi matin à 6 h 30, Hitler arrive à la pension Hanselbauer à Bad Wiessee. Pistolet au poing, il entre en trombe dans la chambre de Röhm, le qualifie de traître et le déclare en état d'arrestation. Hitler, le pistolet toujours au poing, poursuit sa course et cogne contre la porte d'une chambre voisine, : il y découvre le chef de la SA de Breslau, Edmund Heines, qui a manifestement passé la nuit avec un jeune membre de la SA. Pendant que les deux hommes sont arrêtés, Hitler frappe déjà à d'autres portes.
Les dirigeants de la SA sont enfermés dans la cave de l'hôtel en attendant l'arrivée de l'autobus qui doit les conduire à la prison de Stadelheim. Un incident est évité de justesse lorsque Hitler, sortant de l'hôtel, se retrouve face à la garde de l'état-major de Röhm, fortement armée, à qui il ordonne de regagner Munich sur le champ. Pendant ce temps, les SS arrêtent un certain nombre de chefs de la SA, au moment où ils descendent du train en gare de Munich pour rejoindre Röhm ou lorsque la voiture qui les conduit à Bad Wiessee croise le convoi qui emmène les prisonniers vers Stadelheim.
Rentrant vers midi au quartier général du parti nazi à Munich, la « maison brune », Hitler s'adresse aux cinquante à soixante responsables de la SA qui y sont rassemblés. « Fou de rage et l'écume à la bouche », il dénonce « la plus grosse trahison dans l'histoire du monde ». Dans son discours d'une heure, Hitler fustige le comportement de Röhm, notamment son train de vie fastueux, insiste sur la nécessité de délimiter avec précision le rôle et les missions de la Reichswehr et de la SA, tout en renouvelant sa confiance à celle-ci et termine en dénonçant le complot de Röhm qui avait pour but de l'assassiner et de livrer l'Allemagne à ses ennemis.

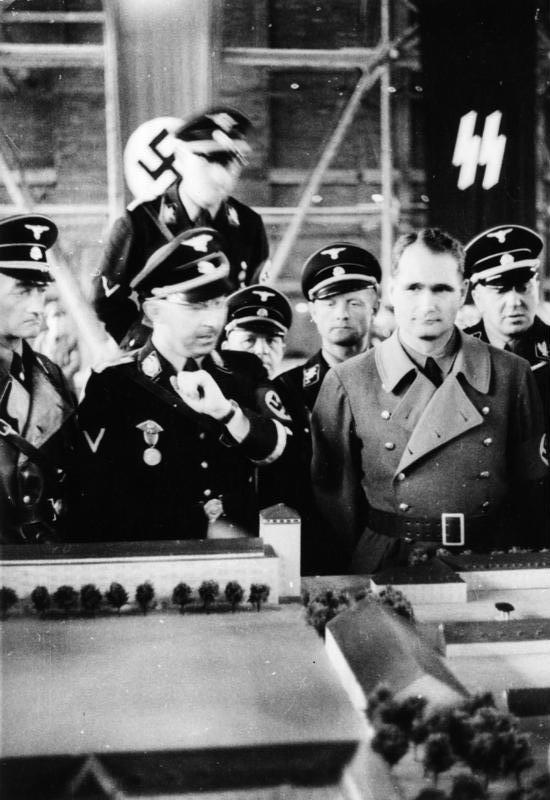
Himmler et Hess au camp de concentration de Dachau, en 1936.

Dans l'après-midi du samedi, alors que les assassinats de Herbert von Bose, Erich Klausener et Kurt von Schleicher ont déjà été commis, Hitler convoque une réunion, toujours à la « maison brune » pour décider du sort de la trentaine de chefs de la SA emprisonnés à Stadelheim : y participent notamment Rudolf Hess, Martin Bormann, Joseph Goebbels, Max Amann, responsable de la presse du parti, et d'autres personnalités de second rang. Après des débats animés, Hitler coche six noms de personnes à exécuter sur la liste des détenus : August Schneidhuber, SA-Obergruppenführer et préfet de police de Munich, Wilhelm Schmid, SA-Gruppenführer à Munich, Peter von Heydebreck, SA-Gruppenführer à Stettin, Hans Hayn, SA-Gruppenführer à Dresde, le comte Hans Erwin von Spreti-Weilbach, SA-Standartenführer à Munich et Edmund Heines, SA-Obergruppenführer. En revanche, dans un premier temps, Hitler refuse l'exécution de Hans-Karl Koch, Fritz von Krausser, SA-Obergruppenführer, et de Röhm. Hess, présent dans l'assemblée, se porte volontaire pour exécuter les traîtres lui-même. Goebbels, qui a accompagné Hitler à Bad Wiessee, déclenche la phase finale du plan : il téléphone à Göring, donnant le mot de code « Colibri » pour déclencher l'action des escouades de tueurs dans le reste de l'Allemagne.

« Accomplir son devoir et aligner au mur les camarades qui avaient fauté et les fusiller […] chacun en frémissait, et, pourtant, chacun savait avec certitude qu'il le referait la prochaine fois qu'on lui ordonnerait et quand ce serait nécessaire. »

— Heinrich Himmler, 1943.

#### Les assassinats
En fin d'après-midi du samedi, vers 18 h, lorsque Dietrich et ses tueurs se présentent à la prison de Stadelheim, son directeur proteste en estimant qu'un simple coup de crayon rouge sur une liste de noms ne lui paraît pas « très réglementaire » comme ordre d'exécution. Il tente de prendre contact avec le ministère de l'Intérieur de Bavière, puis il est appelé par le ministre de l'Intérieur du Reich, Wilhelm Frick, tenu à l'écart des événements et qui lui annonce qu'il vient sur-le-champ. Dietrich, quant à lui, ne veut pas attendre l'arrivée de Frick pour procéder aux exécutions ; il retourne à la « maison brune » quasi déserte, où il obtient confirmation de la liste des personnes à exécuter en faisant signer celle-ci par le ministre de l'Intérieur de Bavière, Adolf Wagner. Pendant ce temps, Frick, arrivé sur place, a également obtenu confirmation de l'ordre du Führer au cours d'un entretien téléphonique avec Hess.
Les prisonniers sont amenés dans la cour de la prison et fusillés individuellement par un peloton d'exécution sous les ordres de Sepp Dietrich, qui ne commande personnellement que les deux premières exécutions. Schneidhuber supplie Dietrich en vain, s'écriant « Camarade Sepp, qu'est-ce qui se passe ? Nous sommes innocents ! ». Pour Jean Phillipon, après des protestations à l'annonce de la décision du Führer, les condamnés meurent en s'écriant « Je meurs pour l'Allemagne : Heil Hitler ! ».

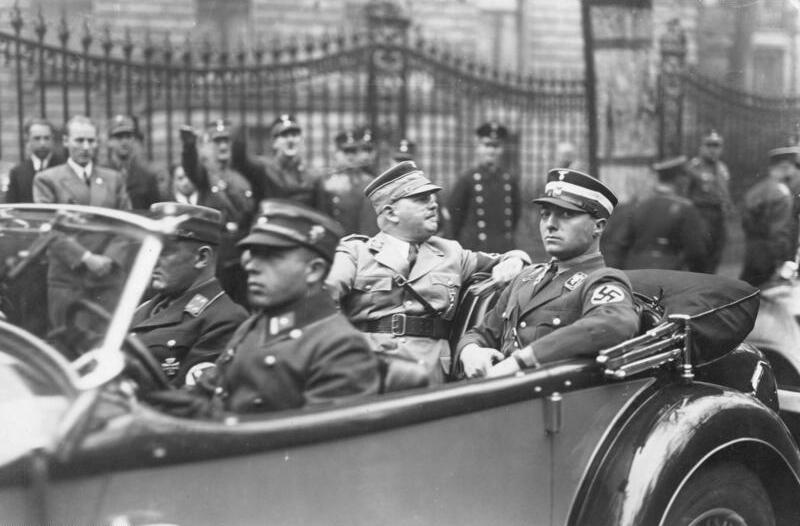
De gauche à droite sur la banquette arrière, Ernst Röhm et Karl Ernst (Berlin, 1933).

Des exécutions ont également lieu à Berlin, dont celles de Karl Ernst, chef de la SA de Berlin-Brandebourg, arrêté à Brême la veille de son embarquement pour une croisière dans l'Atlantique sud en guise de voyage de noces ; celui-ci crie au peloton : « Visez juste, camarades ! ». En Silésie, le chef SS Udo von Woyrsch perd le contrôle de ses hommes : ceux-ci traquent Werner Engels, SA-Sturmbannführer et responsable de la police de Breslau dans les bois et l'abattent ; un des membres du commando tue un ancien SS-Stabsführer, exclu pour malversations financières et dont l'exécution est maladroitement maquillée en un crime commis par des rôdeurs. L'action de la SS en Silésie est particulièrement violente et outrepasse les ordres de Himmler : quatorze membres de la SA sont exécutés, dont sept sont fusillés un par un dans les bois d'Obernigk à la lueur des phares des véhicules ; huit civils, dont un médecin juif et trois communistes, sont assassinés ; des centaines d'opposants au régime ou tièdes à son égard sont emprisonnés ou passés à tabac. La répression sévit aussi en Poméranie : le SA-Gruppenführer Peter von Heydebreck et son chef d'état-major sont passés par les armes, tous les SA-Brigadeführer sont destitués, les responsables locaux du Stahlhelm sont emprisonnés et parfois torturés ; trois anciens membres de la SS, condamnés pour leurs exactions dans le camp de concentration de Bredow, près de Stettin, sont également assassinés.

#### La mort de Röhm
Röhm est emprisonné à la prison de Stadelheim à Munich, où il manifeste le plus grand calme, même après avoir entendu les salves du peloton d'exécution : il participe à la promenade des prisonniers et demande qu'on lui apporte des effets personnels. Hitler hésite toujours sur le sort à lui réserver, notamment compte tenu des services rendus par Röhm au mouvement nazi. Il ne peut pas être retenu en détention indéfiniment, ni exilé en raison de son réseau d'influence et de l'importance de sa position ; un procès public n'est pas envisageable pour Hitler, notamment à la suite de l'échec des poursuites judiciaires après l'incendie du Reichstag. De nombreux dignitaires nazis, parmi lesquels Hess, Rosenberg et Amann, les inventeurs du complot imaginaire de Röhm, ainsi que Göring, Himmler, Heydrich et Reichenau, font pression sur le Führer : en conclusion d'un débat hystérique, Hitler revient, dans l'après-midi du dimanche 1er juillet, sur la grâce accordée la veille, mais exige que l'on offre à Röhm la possibilité d'éviter le déshonneur en se suicidant.

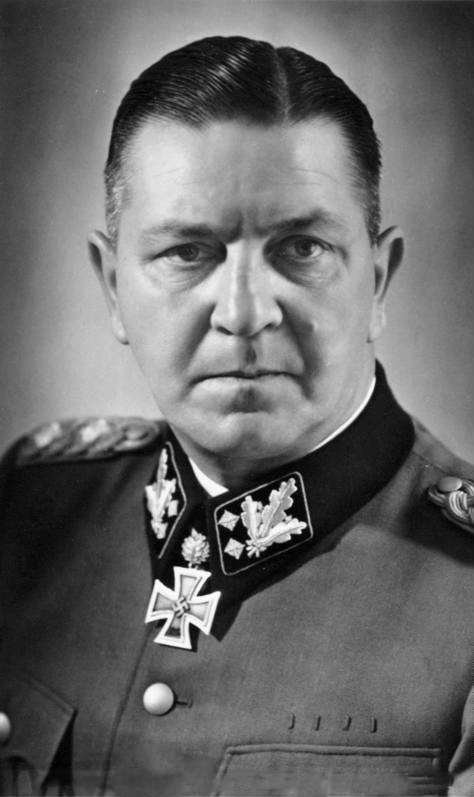
L'un des deux assassins de Röhm, Theodor Eicke (ici en 1942).

L'ordre de Hitler passe le 1er juillet en début d'après-midi par toute la ligne hiérarchique de la SS : Himmler, Heydrich et Carl Oberg pour aboutir chez le SS-Oberabschnittsführer de Munich qui désigne les bourreaux, Theodor Eicke, commandant du camp de concentration de Dachau, et Michel Lippert, commandant de la garde du camp. Le directeur de la prison de Stadelheim fait à nouveau des difficultés : il contacte le ministre de la Justice de Bavière, Hans Frank, qui lui donne comme seul conseil de rédiger un rapport détaillé. Les tueurs se rendent auprès de Röhm dans sa cellule. Ils lui remettent un pistolet chargé et la dernière édition du Völkischer Beobachter et lui expliquent qu'il a dix minutes pour se suicider, pour éviter une exécution. Röhm refuse et déclare que « si je dois être tué, laissez Adolf le faire lui-même ». Après le temps imparti, les tueurs reviennent dans la cellule de Röhm où ils le trouvent « debout, torse nu, leur faisant face : il voulait par ce geste spectaculaire souligner sa loyauté et son honneur ». Les derniers mots de Röhm sont « Mon Führer, mon Führer », auxquels Eicke répond par « Il fallait songer à tout cela un peu avant, maintenant il est un peu tard ». Eicke et Lippert l'assassinent à bout portant. La brièveté du délai laissé à Röhm risquant de heurter Hitler, on raconte à celui-ci que Röhm a été abattu lors d'une tentative d'évasion. Le corps de Röhm est évacué dans la nuit du dimanche au lundi et aucune information sur sa destination n'est connue.
La mort de Röhm est suivie d'une nouvelle série d'exécutions à Berlin : le SA-Obergruppenführer Hans-Joachim von Falkenhausen, le SA-Gruppenführer Georg von Detten précédemment gracié par Hitler. La dernière victime à assassiner est le SA-Gruppenführer Karl Schreyer qui est embarqué dans une voiture, à 4 h du matin le lundi 2 juillet, pour être fusillé dans la caserne de la « Leibstandarte », locaux de l'ancienne école des cadets de Lichterfelde. Mais Schreyer est sauvé par l'arrivée d'un SS-Standartenführer de la caserne ayant connaissance de l'ordre de Hitler d'arrêter les exécutions,.

### Règlements de comptes
L'opération ne se limite pas à une purge de la SA. Après avoir, dès la prise du pouvoir, fait emprisonner, exiler ou exécuter des sociaux-démocrates et des communistes, Hitler profite de l'occasion pour s'occuper des conservateurs qu'il considère comme non fiables. Cette « épuration » vise notamment le vice-chancelier von Papen et son entourage. À Berlin, les assassinats sont perpétrés à la fois par des membres de la Landespolizei de Prusse dépendante de Göring, et par la Gestapo et la SS sous l'autorité de Himmler, au prix de certaines confusions,.
Une unité armée de la SS boucle la vice-chancellerie, pendant qu'en présence de Himmler, Göring, dans son bureau, informe von Papen de l'opération en cours, sans toutefois lui donner de détails. Alors que Herbert von Bose, le secrétaire de von Papen, reçoit un visiteur, les tueurs, « deux messieurs très corrects », lui demandent d'interrompre l'entretien, sous prétexte d'une communication urgente. En quittant son bureau, von Bose remet son portefeuille et sa chevalière portant ses armoiries à deux de ses collaborateurs. Il est emmené dans un bureau au fond du bâtiment, d'où l'on entend claquer dix coups de feu suivis d'un onzième. Arrivé sur les lieux, von Papen proteste en vain : il ne peut empêcher l'arrestation du collaborateur qui l'accompagne, Fritz Günther von Tschirschky, et il est reconduit en résidence surveillée à son domicile.

Timbre à l'effigie d'Erich Klausener sorti en 1984, à l'occasion du de sa mort.

C'est sur l'insistance personnelle de Heydrich qu'est assassiné Erich Klausener, chef de l'Action catholique, adversaire résolu des nazis et figure de proue de l'opposition catholique au nazisme, qui n'hésite pas à les dénoncer publiquement à plusieurs reprises. Pour Göring, « ce fut une action vraiment sauvage de Heydrich ». Kurt Gildisch, chargé de l'assassinat, abat Klausener par-derrière, d'une balle dans la tête, pendant que celui-ci enfile sa veste. Il téléphone ensuite, du bureau de la victime au ministère, à Heydrich, qui lui ordonne de maquiller le crime en suicide. Parmi les personnalités catholiques se trouve aussi au nombre des victimes Kuno Kamphausen, ancien membre du Zentrum ou Adalbert Probst, responsable d'une association catholique de jeunesse.
Le général de brigade Ferdinand von Bredow, bras droit de Kurt von Schleicher, est arrêté à son domicile de Berlin et tué par un commando de la Gestapo près de Lichtenberg. Le journaliste Walther Schotte (de), collaborateur de von Papen qui s'était opposé aux nazis lors des élections du 6 novembre 1932, est assassiné par la Gestapo à 6 h 30 du matin.

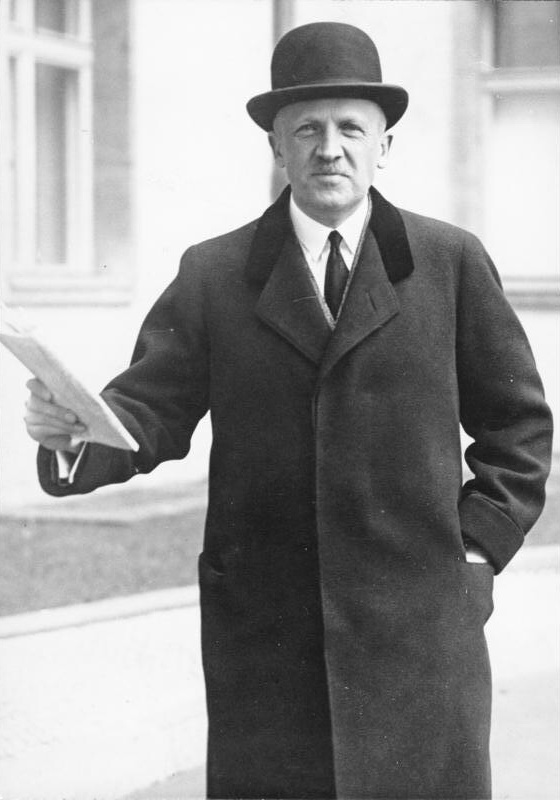
Kurt von Schleicher en 1932.

Hitler, Göring, Himmler et Heydrich utilisent la Gestapo et la SS contre leurs anciens ennemis. Schleicher, prédécesseur de Hitler comme chancelier, et son épouse sont assassinés chez eux. Six hommes investissent la villa de Schleicher le 30 juin vers midi ; le général est assis à son bureau. Lorsqu'il confirme son identité en réponse à la question d'un des tueurs, il est immédiatement atteint de trois coups de pistolet ; lorsque son épouse entre dans la pièce voisine, elle est également abattue et meurt le jour même à l'hôpital. Afin de couper court aux rumeurs, la radio diffuse un communiqué vers 22 h, repris le lendemain par la presse, selon lequel Schleicher entretenait des rapports subversifs avec les éléments de la SA hostiles à l'État et avec des puissances étrangères ; il s'est opposé, les armes à la main à son arrestation, et est mort, ainsi que son épouse, lors d'un échange de coups de feu avec la police.
Parmi les autres victimes, on compte Gregor Strasser, nazi de longue date qui a rompu avec Hitler en 1932 et s'est retiré de la politique : abattu d'une balle dans la tête, il agonise dans une cellule pendant que Heydrich hurle : « Il n'est pas encore mort ? Laissez ce porc se vider de son sang ». Hitler est furieux lorsqu'il apprend la mort de Strasser, qu'il n'a pas ordonnée, mais Himmler lui affirme qu'il s'agit d'un suicide. Gustav von Kahr, ancien commissaire de l'État de Bavière qui a contribué à faire échouer le putsch de la Brasserie en 1923, âgé de 71 ans, fait aussi partie des victimes. Le sort de Kahr est particulièrement cruel. Torturé à Dachau où il est fusillé, son corps est retrouvé dans un bois de la périphérie de Munich mutilé à coups de pioche. Le prêtre et théologien Bernhard Stempfle, éditeur du journal antisémite Miesbacher Anzeige et contributeur supposé à la rédaction de Mein Kampf, meurt de trois balles dans le cœur et la colonne vertébrale brisée. En Prusse-Orientale, le SS-Oberabschnittsführer Erich von dem Bach-Zelewski fait assassiner Anton von Hohberg und Buchwald, cavalier renommé et SS-Reiteführer, pour des raisons controversées : selon Philippon, c'est sur ordre de Heydrich, Hohberg und Buchwald ayant rapporté au ministre de la Défense Blomberg des propos hostiles à la Reichswehr tenus par un SS-Gruppenführer ; pour Knopp, c'est en raison d'un conflit d'ordre privé.
Les assassins font aussi des victimes accidentelles, comme Willi Schmid, un critique musical du Münchner Neuste Nachrichten confondu avec un homonyme,. Malgré les protestations de son épouse qui affirme qu'il s'agit manifestement d'une erreur, Schmid est emmené à Dachau : le 4 juillet, sa veuve reçoit un cercueil contenant officiellement la dépouille de son mari, avec interdiction formelle de l'ouvrir. Le chef de la Hitlerjugend de Saxe, Karl Lämmermann, est également exécuté par erreur.

### Nombre des victimes

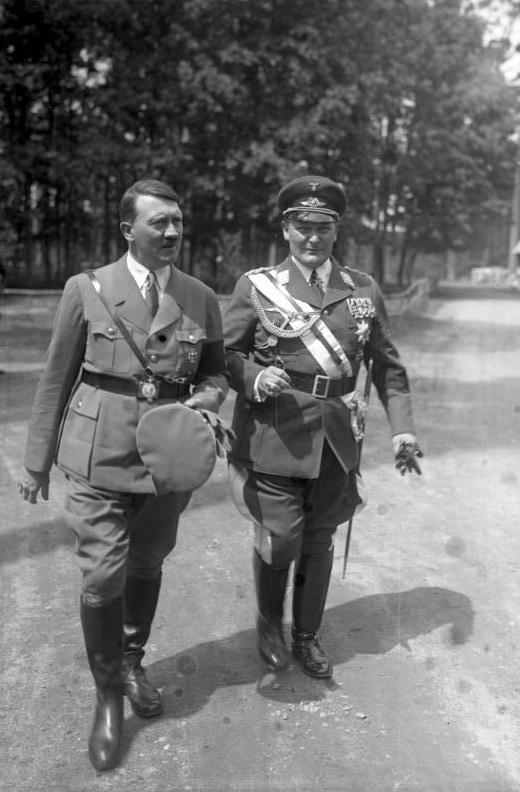
Hitler et Göring en juin 1934.

Les assassinats étant à la fois commis sur ordre des plus hauts responsables du parti nazi et de la SS, mais aussi sur base d'initiatives locales, le bilan exact de la nuit des Longs Couteaux est difficile à établir, d'autant plus que le 2 juillet 1934, Hermann Göring a fait détruire tous les dossiers liés à la purge. Dans son discours du 13 juillet devant le Reichstag, Hitler mentionne le nombre de 77 tués alors que les opposants allemands réfugiés à Paris estiment le nombre des morts à 401 personnes, mais n'en identifient que cent seize. Lors du procès de Munich en 1957, le chiffre avancé est de plus de mille victimes. Selon Ian Kershaw, une liste de 81 victimes identifiées, dont seulement 50 membres de la SA, a pu être établie, mais le nombre des tués se situe vraisemblablement entre 150 et 200 personnes.
Outre les assassinats, de très nombreuses personnes sont internées en camp de concentration : environ 1 000 opposants ou supposés tels sont arrêtés à Berlin sur l'ordre de Göring. « Ils furent, à deux exceptions près, rapidement mis en liberté. Leur libération a été le fruit d'un calcul politique. La nuit des Longs Couteaux avait montré, à tous, que personne n'était à l'abri des arrêts discrétionnaires du nouveau pouvoir. Quelques notables avaient été assassinés, une centaine jetée en prison : les y garder avait plus d'inconvénients que d'avantages. La leçon avait porté ».

## Justification par les nazis
L'ampleur de la purge dont des responsables politiques de premier plan sont les victimes l'empêche de rester secrète. Dans les premiers jours, ses organisateurs semblent partagés sur la façon de manipuler l'événement. Dès l'après-midi du samedi 30 juin, Hermann Göring organise une conférence de presse à Berlin, au cours de laquelle il déclare notamment que « le commandement suprême de la SA avait forgé des plans dont le but était de saper le mouvement, de porter la subversion dans l'État et d'édifier un État qui aurait été en quelque sorte la propriété de ces personnalités morbides » ; en réponse aux questions des journalistes, il affirme que Schleicher est mort en résistant à son arrestation, ajoutant « qu'on ne fait pas d'omelette sans casser les œufs et que la saison de la trahison est terminée » ; il précise également de manière abusive que Röhm n'appartient plus au monde des vivants. Le 2 juillet, Göring enjoint aux services de la Gestapo, de la SS et de la Kripo de brûler tous les documents relatifs à l'action des deux précédents jours et Goebbels essaie d'empêcher les journaux de publier la liste des victimes. Dans le même temps, il explique à la radio comment Hitler a empêché Röhm et Schleicher de renverser le gouvernement et de jeter le pays dans le chaos.

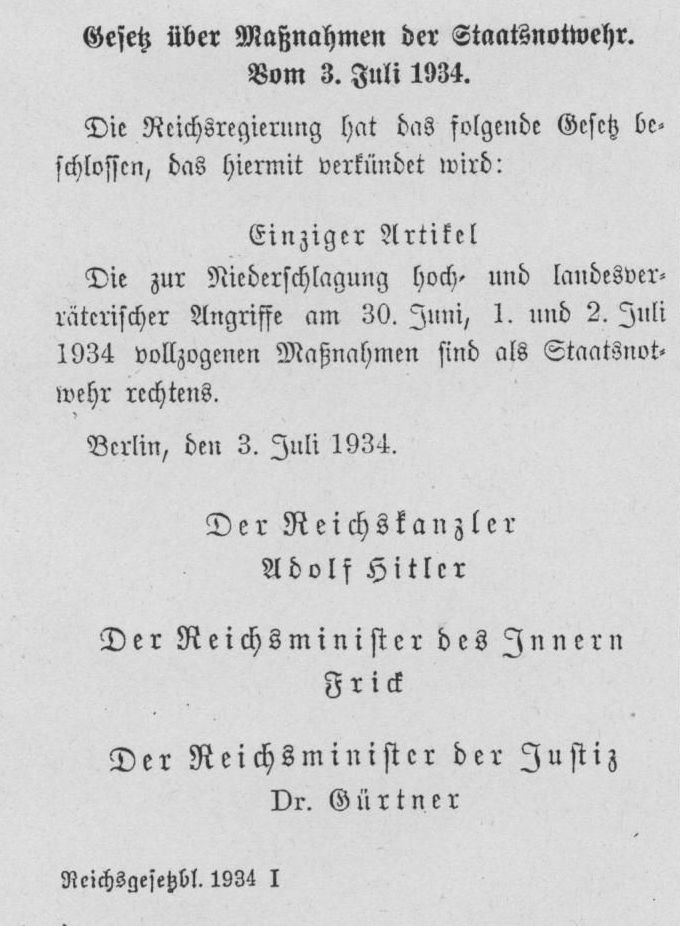
Loi sur les mesures d'autodéfense de l'État du 3 juillet 1934.

Selon un communiqué de presse du bureau de presse du Reich, l'homosexualité de Röhm est une des justifications de la purge.

« Ses penchants malheureux et connus ont conduit à des tares si détestables que le chef du mouvement et chef suprême de la SA [Adolf Hitler] a lui-même été amené à des graves problèmes de conscience […] L'exécution de l'arrestation a révélé des images moralement si tristes que toute espèce de pitié a été forcée de disparaître. Certains de ces chefs SA étaient en compagnie de prostitués. L'un d'eux a été surpris et arrêté dans la situation la plus obscène. Le Führer a donc donné l'ordre d'exterminer impitoyablement cette pestilence. Qu'il soit ainsi entendu qu'à l'avenir, on ne supportera plus que des milliers d'hommes sains soient contaminés ou compromis par des êtres isolés aux penchants maladifs. »

— Communiqué du Reichspressestelle.
De fait, même si cette accusation vise à jouer pragmatiquement sur l'homophobie populaire afin de justifier la purge, la nuit des Longs Couteaux marque un tournant dans la persécution des homosexuels en Allemagne en vertu notamment de l'application du paragraphe 175 du Code pénal réprimant les actes homosexuels masculins, avant même l'aggravation de celui-ci en 1935,. Les condamnations à ce titre sont multipliées par cinq entre 1934 et 1935.
Pour donner un caractère légal au massacre, Hitler fait approuver, dès le 3 juillet, une loi rétroactive aux termes de laquelle « prises pour la défense de l'État, sont légales toutes les mesures qui ont été décidées afin de combattre les faits de haute trahison et de complot contre la sûreté de l'État le 30 juin, les 1er et 2 juillet ». Le ministre de la Justice du Reich Franz Gürtner, un conservateur qui avait été ministre de la Justice de Bavière sous la république de Weimar, démontre sa fidélité au nouveau régime en rédigeant le texte de la loi. Les membres non nazis du gouvernement capitulent totalement quand le conseiller d'État et éminent juriste Carl Schmitt écrit un article justifiant le discours officiel que Hitler tient devant le Reichstag le 13 juillet.

« Quand on déclare qu'un procès aurait pu seul établir exactement les responsabilités et déterminer les peines, je proteste contre une telle affirmation. Quiconque s'élève contre l'Allemagne est un traître à la patrie. Quiconque est traître à la patrie ne doit pas être jugé d'après l'étendue de ce qu'il a fait mais d'après ce qu'il voulait faire. Celui qui se place sous le signe de la déloyauté, de l'infidélité à ses promesses les plus sacrées ne peut attendre rien d'autre que ce qui lui est arrivé. »

— Discours d'Adolf Hitler du 13 juillet 1934.

« Le Führer protège le droit devant le pire des abus lorsque, face au péril, il crée le droit de façon immédiate en vertu de son pouvoir de Führer et de juge suprême. […] Un véritable Führer est toujours également juge. […] En réalité, l'acte accompli par le Führer était un acte de juridiction pure. Cet acte n'était pas soumis à la justice, il était lui-même la justice suprême. »

— Carl Schmitt.

## Réactions

### En Allemagne

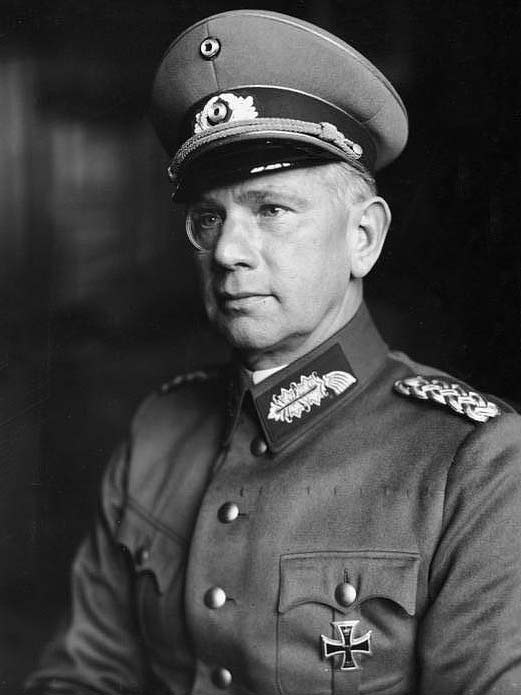
Le général von Reichenau en 1934.

En Allemagne, à la quasi-unanimité, l'armée applaudit la « nuit des Longs Couteaux », malgré la mort de deux de ses généraux, Kurt von Schleicher et Ferdinand von Bredow. Le président Paul von Hindenburg adresse au Führer un télégramme de félicitations, bien que son authenticité est discutée : « D'après les rapports que je viens de recevoir, je constate que par votre esprit de décision et votre courage personnel, vous avez étouffé dans l'œuf les intentions des traîtres. Je vous exprime par ce télégramme ma profonde reconnaissance et mes remerciements très sincères » ; dans un ordre du jour à l'armée, Blomberg va encore plus loin : « Le Führer a attaqué et écrasé les mutins avec la décision d'un soldat et un courage exemplaire. La Wehrmacht, en tant que seule force armée de l'ensemble de la nation, tout en restant à l'écart des luttes de politique intérieure, lui témoignera sa reconnaissance par son dévouement et sa fidélité ». Le général Walter von Reichenau va même jusqu'à donner publiquement du crédit au mensonge selon lequel Schleicher avait comploté pour renverser le gouvernement. Le soutien de l'armée à la purge a des conséquences importantes. La SA humiliée ne constitue plus une menace, mais, en se ralliant à la purge, l'armée s'est étroitement liée au régime nazi. Le capitaine à la retraite Erwin Planck résume clairement cette situation en déclarant à son ami, le général Werner von Fritsch : « Qui approuve une telle action, comme vous l'avez fait vous-même, sans intervenir, sans tenter d'arrêter le carnage, risque de subir tôt ou tard un sort semblable ».
Les rapports de la Gestapo et du Sopade sont concordants : la purge rencontre un très large soutien dans l'opinion publique, même dans des villes ou régions qui ne sont pas acquises au nouveau régime. « Deux traits saillants caractérisaient surtout l'image de Hitler dans les esprits. […] Il était l'agent d'une justice naturelle […] et le défenseur de la moralité publique ».
La presse allemande, y compris des journaux qui n'ont pas encore été « nazifiés », comme la Kreuz Zeitung ou la Deutsche Allgemeine Zeitung, approuve la purge et reprend à son compte les arguments de Hitler, à l'exception de la Frankfurter Zeitung, qui met en doute la réalité d'une alliance entre Röhm, Schleicher et Gregor Strasser. Le discours de Hitler du 13 juillet 1934 devant les membres du Reichstag est acclamé par les milliers de personnes massées à l'extérieur de l'opéra Kroll, où se tiennent les séances du Parlement depuis l'incendie du Reichstag.

« À ce moment, j'étais responsable du destin de la nation allemande et donc son juge suprême. […] J'ai donné l'ordre d'exécuter les principaux coupables de cette trahison. J'ai en outre donné l'ordre de brûler ces abcès qui empoisonnaient nos sources de vie et de cautériser les plaies jusqu'à ce que l'on atteigne la chair vive. La nation doit savoir que son existence ne saurait être impunément menacée par qui que ce soit et que son existence est garantie par l'ordre intérieur et la sécurité. Chacun doit savoir dans l'avenir que, s'il lève la main contre l'État, son seul destin est la mort. »

— Discours d'Adolf Hitler du 13 juillet 1934.

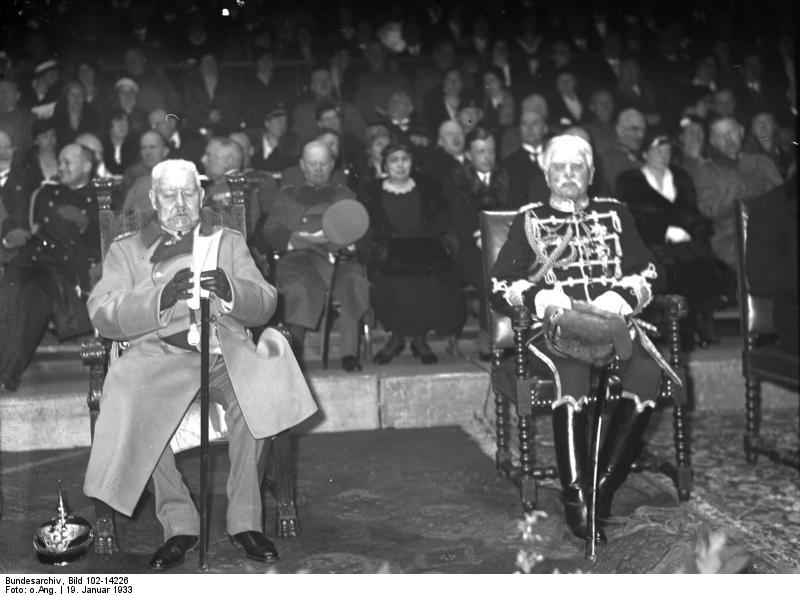
Paul von Hindenburg et August von Mackensen en 1933.

Les assassinats ne soulèvent pas de réactions défavorables en Allemagne. Toutefois, à titre symbolique, malgré les ordres formels de von Blomberg, le général Kurt von Hammerstein, démis de ses fonctions de commandant de l'armée de terre depuis le mois de février en raison de son antipathie pour les nazis, est présent aux funérailles de Kurt von Schleicher ; le maréchal August von Mackensen est le seul autre officier supérieur à protester contre les meurtres de Schleicher et Bredow,. Des protestations sont également le fait de quelques membres du clergé catholique, notamment dans la région de la Ruhr ou à Münster : dans cette ville, lors de la procession du 10 juillet 1934, l'évêque Clemens August von Galen est ovationné par la foule après avoir affirmé publiquement qu'en cas d'arrestation, « il faudrait le mener, vêtu de tous ses ornements sacerdotaux, la crosse au poing, à pied, à travers la ville, jusqu'aux bureaux de la Gestapo ».

### À l'étranger
La presse étrangère condamne unanimement le crime. Le Times évoque « un retour à des méthodes médiévales », le Sunday Reference estime que « les gangsters de Chicago sont plus honnêtes », le New York Herald Tribune parle de « menace pour la civilisation » et considère le discours du 13 juillet comme « terrifiant parce qu'il est manifestement sincère » ; même la presse de l'Italie fasciste, comme le Popolo di Roma ou le Popolo d'Italia, réprouve la purge. Pour le journal français Le Temps, « ce n'est pas un très beau crime… C'est une affaire de police des mœurs. On y sent la culpabilité, la trahison, l'hypocrisie. Ces cadavres sont exhibés dans la fange et les meurtriers se sont ménagés un alibi ». Pour Wladimir d'Ormesson dans Le Figaro, « la journée de samedi a remué de la boue et fait gicler du sang ». Pour la Pravda, « les événements du 30 juin rappellent les mœurs de l'Équateur ou du Panama ».
— Léon Blum, Le Populaire, mardi 3 juillet 1934.

## Conséquences

### Suites politiques

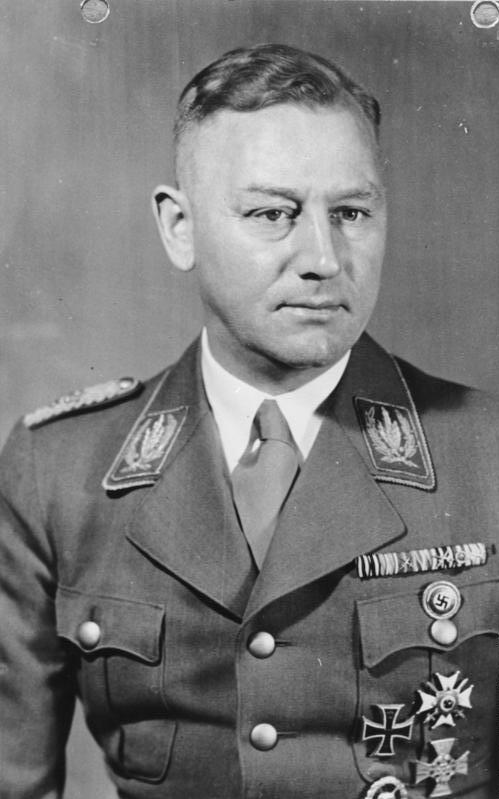
Viktor Lutze en 1939.

Adolf Hitler nomme Viktor Lutze pour remplacer Ernst Röhm à la tête de la SA. Il lui enjoint de mettre un terme à . Hitler lui interdit expressément d'utiliser les fonds de la SA pour des limousines et des banquets, ce qu'il considère comme extravagant. Sans grande personnalité, Lutze renonce à l'indépendance de la SA, qui voit sa puissance décroître au cours des années suivantes. Le nombre des membres passe de 2,9 millions en août 1934 à 1,6 million en octobre 1935, puis à 1,2 million en avril 1939, ce après avoir connu une croissance exponentielle (0,1 million en décembre 1930 ; 0,4 million en janvier 1932).

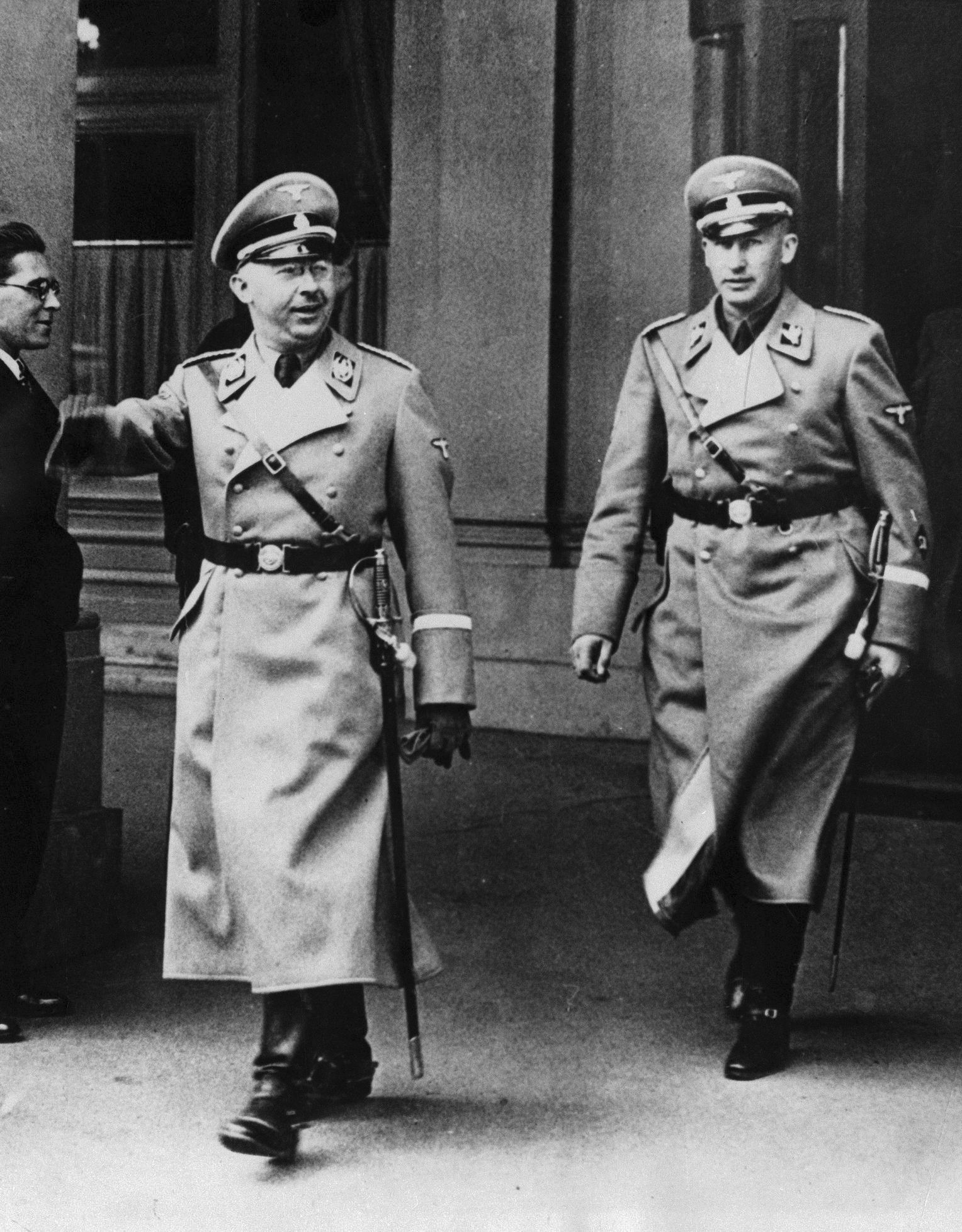
Himmler suivi de Heydrich en 1938.

Heinrich Himmler s'affirme comme le principal bénéficiaire de la purge en démontrant sa loyauté absolue à Hitler : il a en effet ordonné l'exécution de Ernst Röhm et Gregor Strasser, auxquels il devait les débuts de sa carrière politique et avec qui il entretenait de bonnes relations personnelles. Le 15 juillet 1934, le SD devient l'unique service de renseignement du mouvement nazi ; le 20 juillet, la SS est officiellement détachée de la SA et affirme son autonomie. Reinhard Heydrich est également remercié par une promotion au grade de SS-Gruppenführer. Theodor Eicke est lui aussi gratifié et nommé, le 4 juillet, inspecteur général des camps de concentration.
La Nuit des longs couteaux scelle pour quelques années l'alliance de Hitler avec les milieux conservateurs et l'armée. L'initiative brutale de Hitler les apaise, l'élimination des nazis révolutionnaires (c'est-à-dire de la tendance populiste du parti national-socialiste) rassure la droite sur les intentions du nouveau régime ; elle crée toutefois une inquiétude dans ces mêmes milieux, car certaines victimes de la purge en sont issues,.
Cette purge représente un triomphe pour Hitler, même si la répression a dépassé les limites qu'il avait fixées, et un tournant pour le gouvernement allemand. Le fait que le président Hindenburg soit mourant confère à Hitler le rôle de « juge suprême des Allemands », pour reprendre ses propos lors de son discours du 13 juillet au Reichstag. Sur le plan judiciaire, une enquête est lancée par le parquet de Potsdam dès l'assassinat de Kurt von Schleicher : elle est étouffée le jour même par le magistrat nazi Roland Freisler qui menace le juge chargé du dossier d'être interné en camp de concentration pour le convaincre d’arrêter la procédure ; malgré l'illégalité totale des meurtres au regard de l'État de droit, le ministre de la Justice Franz Gürtner estime que l'exemple donné par Hitler est une leçon salutaire permanente pour l'avenir et a stabilisé l'autorité du gouvernement pour l'éternité, interdisant de fait toute procédure judiciaire.
La purge illustre également la méthode de gouvernement, chaotique et imprévisible, de Hitler. Elle envoie également un message clair à l'ensemble de la société : tout Allemand, quel que soit son rang ou sa position, peut être arrêté et exécuté s'il est perçu comme une menace pour le nouveau régime.
Après la mort de Hindenburg, le 2 août 1934, Hitler cumule les fonctions de chef de l'État, du gouvernement, du parti nazi et de commandant suprême des forces armées, en vertu d'une loi adoptée la veille et ratifiée par plébiscite le 19 août ; « En l'espace de quelques semaines, de l'affaire Röhm à la mort de Hindenburg, Hitler a éliminé tout ce qui pouvait encore le menacer. [...] Il avait conquis le pouvoir total. [...] L'Allemagne s'était abandonnée, pieds et poings liés, à la dictature qu'elle avait créée. »

### Clarification de la doctrine raciale nazie
Enfin, la purge clarifie la doctrine raciale du NSDAP, tranchant le débat sur la question entre les SS et la SA.
En effet, l'hypothèse de l'origine septentrionale du peuple allemand ne rencontre plus d'opposition dans les cercles intellectuels du parti nazi. En effet, au sein de la SS, Hans Günther, proche de Himmler, est le principal défenseur de l'idée nordique au sein du NSDAP.
La SA constituait, avant sa décapitation politique, le principal foyer d'opposition au développement des thèses nordicistes de Günther : en effet, la SA, proche des thèses de Friedrich Merkenschlager, défend la thèse du peuple-race et se montre réservée sur la constitution d'une aristocratie raciale au sein du peuple allemand.